# Luis Taberner y Montalvo
Pour les articles homonymes, voir Taberner et Montalvo.
Luis Taberner y Montalvo, né à Madrid (Espagne) le 25 août 1844 et mort dans cette ville le 14 octobre 1900, est un artiste peintre espagnol.

## Biographie

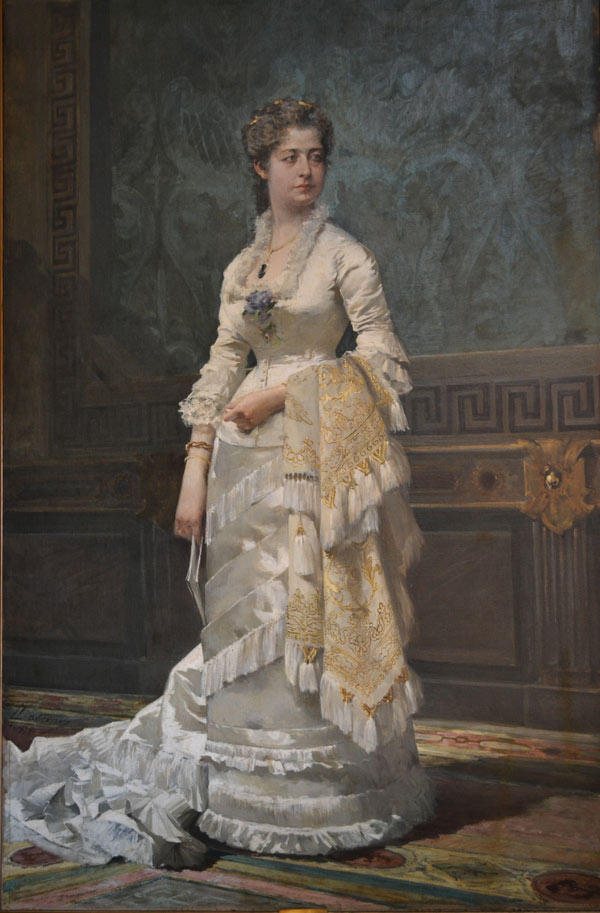
María Tubau (1878) dans La Dame aux camélias.